# 张达乡
张达乡，是中华人民共和国西藏自治区山南市浪卡子县下辖的一个乡镇级行政单位。

## 行政区划
张达乡下辖以下地区：
张达村、康玛村、扎玉村、巴多村、康如村、帮龙村和下西村。